# Arkyd-3

O Arkyd-3.

O Arkyd-3 (A3) foi um nanossatélite de demonstração de tecnologia, pertencente a Planetary Resources, baseado no modelo CubeSat. O satélite iria testar os sistemas para o futuro telescópio espacial Arkyd-100, mas o mesmo não dispunha de um telescópio.
O Arkyd-3 era para ter sido transportado para a Estação Espacial Internacional e para ser implantado a partir de lá, em outubro de 2014. O lançamento falhou pouco depois de decolar.

## Lançamento
O satélite foi lançado o espaço no dia 28 de outubro de 2014, às 22:22 UTC, por meio de um veículo Antares 130 a partir do centro de lançamento comercial de Mid-Atlantic Regional Spaceport, em Virgínia, Estados Unidos, juntamente com a espaçonave Cygnus, que era a principal carga do foguete e que levaria suprimentos para a tripulação da Estação Espacial Internacional, e outros passageiros. Durante a tentativa de lançamento o veículo lançador sofreu uma falha catastrófico, resultando em uma explosão logo após o lançamento e causando a perda total do conteúdo da carga transportada pelo foguete.